# Behind the Mask (album)
Behind the mask (1990) is het 15e album van de Fleetwood Mac. Het volgde het album Tango in the Night (1987) op. 
Het album bezit de singles "Save me" en "Skies is the limit". Het kwam op 21 april binnen op de Nederlandse Album Top 100, stond 23 weken in de hitlijst en behaalde een 8e plaats als hoogste notering. 
Het album ging gepaard met een wereldtournee waarbij de band in augustus optrad in De Galgenwaard in Utrecht.

## Achtergrond
Nadat Lindsey Buckingham besluit de band te verlaten na het album Tango in the Night trekt de band twee nieuwe leden aan. Rick Vito en Billy Burnette, zoon van Rocky Burnette. Beiden komen uit een andere hoek met andere muzikale invloeden. De band schiet wat meer richting rock en rock-a-billyachtige muziek. Het voelt als een nieuwe weg en de muziek klinkt fris. Maar omdat de oude garde fans niet kon wennen aan de nieuwe invloeden, liep de verkoop achter bij de verwachtingen. 
Ook de wereldtour met enkele ongeïnspireerde bandleden bevorderde de verkoop niet. Tijdens de tour deed de band ook Europa aan. Drummer Mick Fleetwood bracht in dezelfde periode een autobiografie uit en besloot uit de school te klappen omtrent zijn seksuele escapades met Stevie Nicks. Dat resulteerde in interne ruzie waarbij Nicks tijdens een optreden in Hamburg demonstratief langs Fleetwood op een stoel ging zitten en hem boos aan bleef kijken. Deze ruzie trok een wissel op de band resulteerde in een afmatting van enkele leden. Ook John McVie kwam niet ongeschonden uit de tour: hij kneusde de dag voor het concert in Antwerpen zijn rechterwijsvinger.

## Ontvangst
Behind the mask werd sceptisch ontvangen: mede door het ontbreken van Lindsey Buckingham waren de vooroordelen niet van de lucht. Toch wist het album de aandacht te trekken in de eerste Golfoorlog door het nummer Behind the mask. Het werd bij CNN in de VS gebruikt achter beelden van dictators waar Saddam Hoessein de boventoon voerde. 
- MusicBrainz release group: 0088f94b-d9f5-37a0-a7ce-499319c6e8ee